# Gammalnorska får

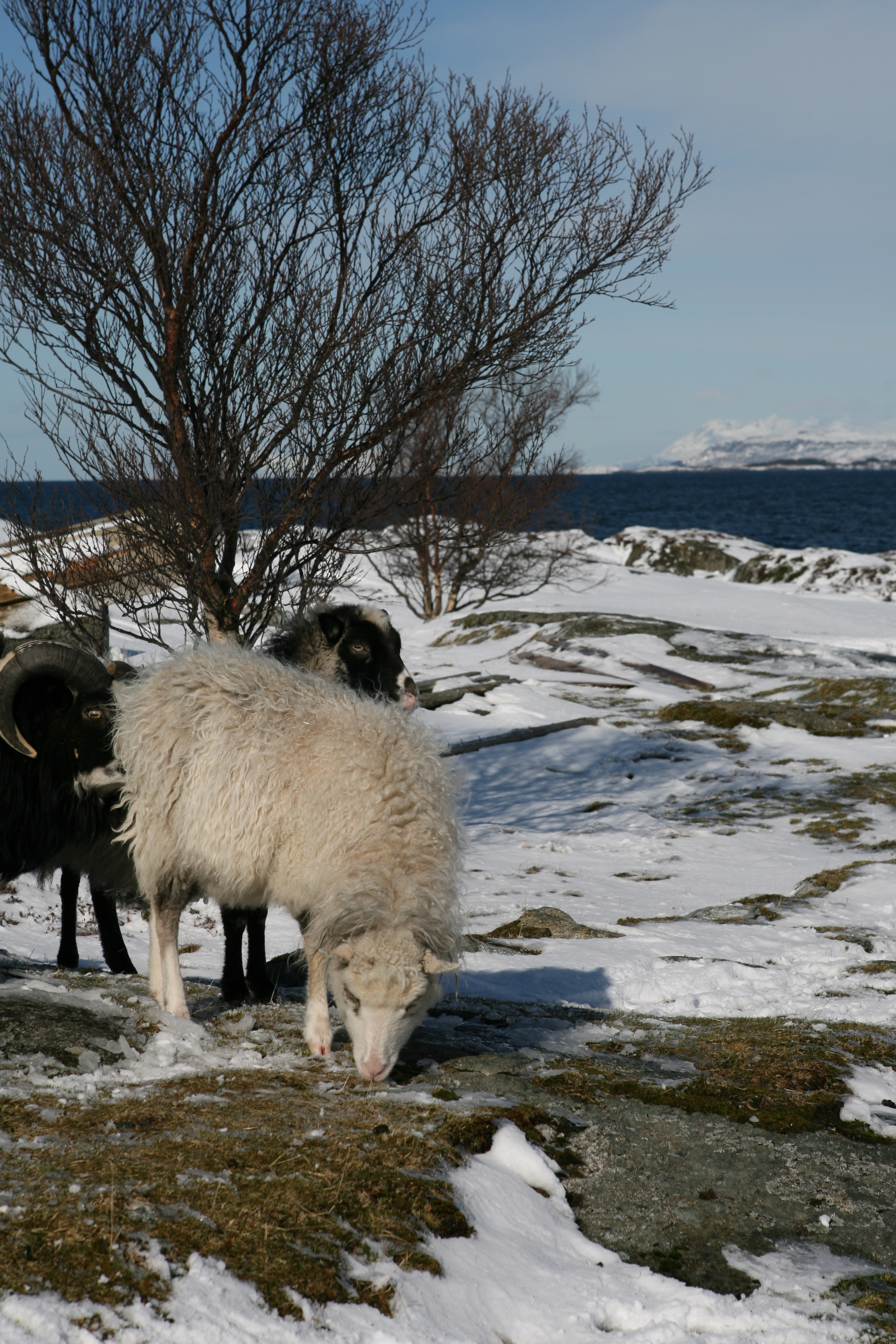
Gammalnorska får på Brønnøy i Nordland

Gammalnorska får (norska: gammelnorsk sau), eller austevoldsfår, är en norsk lantfårras som återupplivats från de rester som funnits i Norge av den ursprungliga lantras, som tidigare fanns i Norge och andra delar av Europa. Gammalnorska får är besläktade med nordiska kortsvansfår.
Antalet gammalnorska får i Norge uppskattas till mellan 15 000 och 20 000.

## Beskrivning
Gammalnorska får är en gammal typ av får. Baggarna väger i genomsnitt omkring 43 kilogram, medan tackorna väger omkring 32 kilogram. Djuren har tunna ben och är snabbfotade jämfört med andra får. De kan gå ute året runt. Ullen varierar i färg från i det närmaste vitt över gråa och bruna nyanser till i det närmaste rent svart. Ullen faller av tidigt i juli, om den får växa fritt. Insamlat och bearbetat garn tenderar att bli grovt.
Tackorna får ett till två lamm per säsong, beroende på tillgången på näring vid tiden för betäckning och under vintern. Om betet är dåligt under vintern, kan det bli stor skillnad mellan lammen om det kommer två, och tackan avvisar då oftast den minsta. Lammen väger vid födseln omkring 3 kilogram. Tackorna har en utpräglad modersinstinkt och står ofta i ro under upp till tre dagar under den tid som kontakt byggs upp och lammen blir stadigare på benen. Därefter följer tackan med flocken, vilken deltar i att beskydda hennes avkomma. 
Alla baggar och omkring 10 procent av tackorna utvecklar horn. Tackorna får ganska små, getaktiga horn, medan baggarna utvecklar kraftiga, mufflonfårliknande horn. Hornen växer snabbt under det första levnadsåret och utvecklas därefter huvudsakligen under sommaren.

## Flyktbeteende
Gammalnorska får har ett annorlunda flyktsätt än andra får. När djuren flyr för rovdjur, sprider flocken ut sig i solfjädersform. De starkaste djuren tar ledningen för flykten och lockar rovdjuren till sig, så att de svagaste får tid att komma undan. Eftersom fåren är ganska snabba, är det sällsynt att rovdjuren fäller dem. Ett problem med detta är att fåren är mer svårkontrollerade vid vallning med vallhund, eftersom flocken tenderar att använda samma beteende då.